# جيمس فينس
جيمس فينس (بالإنجليزية: James Vince)‏ هو لاعب كرة قدم بريطاني، ولد في 14 مارس 1991 في Cuckfield ‏ في المملكة المتحدة. شارك مع منتخب إنجلترا للكريكت. أما مع النوادي، فقد لعب مع Karachi Kings ‏.

## وصلات خارجية
- جيمس فينس على موقع إي آس بي آن كريك إنفو (الإنجليزية)